# Татищево (аэродром)
Татищево — военный аэродром в Саратовской области. Расположен в 2 км северо-западнее посёлка Татищево.
На аэродроме базируется 10-я отдельная вертолётная эскадрилья РВСН (вертолёты Ми-8).
Аэродром обслуживает 60-ю ракетную дивизию и инженерные части, дислоцированные тут же.

## История
24 июля 1964 года для обеспечения 60-й ракетной дивизии в городе Татищево Саратовской области была сформирована первая в авиации РВСН СССР 10-я отдельная вертолётная эскадрилья (ОВЭ). Её командиром был назначен военный лётчик 1-го класса капитан Н. В. Железнякович:
Военный лётчик 1-го класса п/п-к Степаненко;

Военный лётчик 1-го класса м-р Халеев;

Военный лётчик 1-го класса п/п-к А. Н. Ануфриенков;

Военный лётчик 1-го класса м-р В. В. Бачкин;

Военный лётчик 1-го класса м-р М. П. Лалиашвили;

Военный лётчик 1-го класса м-р А. Сафонов;

Военный лётчик 1-го класса п/п-к А. А. Сорока;

Военный лётчик 1-го класса м-р А. В. Музыканкин.
.